# Kathleen Kauth
Kathleen Anne Kauth (* 28. März 1979 in Saratoga Springs, New York) ist eine ehemalige US-amerikanische Eishockeyspielerin; bei den Olympischen Winterspielen 2006 errang sie die Bronzemedaille.

## Leben
Kauth studierte bis 2001 an der Brown University. Von 2002 bis 2008 war sie für Brampton Thunder in der National Women’s Hockey League aktiv und erreichte zweimal das Turnier um die kanadische Frauenmeisterschaft, die Esso Women’s Nationals.
Bei den Olympischen Winterspielen 2006 gewann sie mit der kanadischen Nationalmannschaft die Bronzemedaille. 
Nachdem die NWHL ihren Spielbetrieb 2007 eingestellt hatte, war Kauth zusammen mit Allyson Fox, Kim McCullough, Sami Jo Small and Jennifer Botterill maßgeblich an der Gründung der Canadian Women’s Hockey League beteiligt.

## Privates
Kauths Vater starb am 11. September 2001 bei dem Terroranschlag auf das World Trade Center, wo er als Mitarbeiter bei dem Unternehmen  Keefe, Bruyette & Woods tätig war. Kauth ist mit der kanadischen Eishockeyspielerin Jayna Hefford verheiratet und erzieht mit ihr zwei Kinder.

## Erfolge
- 2004 Silbermedaille bei der Weltmeisterschaft
- 2005 Goldmedaille bei der Weltmeisterschaft
- 2006 Bronzemedaille bei den Olympischen Winterspielen